# Кольская улица (Москва)
Ко́льская улица  — улица на севере Москвы в Свиблово и Бабушкинском районе Северо-восточного административного округа. Находится между Снежной улицей и рекой Яуза. Улица названа по Кольскому полуострову в связи с расположением на севере Москвы. До 1964 года являлась частью Медведковского шоссе (по направлению шоссе к селу Медведково).

## Расположение
Кольская улица идёт с юга на север как продолжение улицы Амундсена, с которой она раньше формировала Медведковское шоссе. Начинается от Снежной улицы и Берингова проезда, пересекает Радужную улицу, Игарский и Новый Берингов проезды, Ивовую улицу, Вересковую улицу, Тенистый проезд и Ленскую улицу. Затем Кольская улица пересекает реку Яуза по 2-му Медведковскому мосту и продолжается как Полярная улица.

## Учреждения и организации

##### По нечётной стороне
- Дом 1 — НИИ транспортного строительства; НПФ «Оргприбор»; научно-внедренческий центр «Агроветзащита»;
- Дом 7 (снесён в 2020 году, на его месте строится жилой комплекс) — журнал «Модерн»; объединение «Интекс»;
- Дом 7 стр 1 — лаборатория контактной сети ЦНИИС 1966 года;
- Дом 11 — альманах «Молодёжная эстрада» (редакция и издательство);

##### По чётной стороне

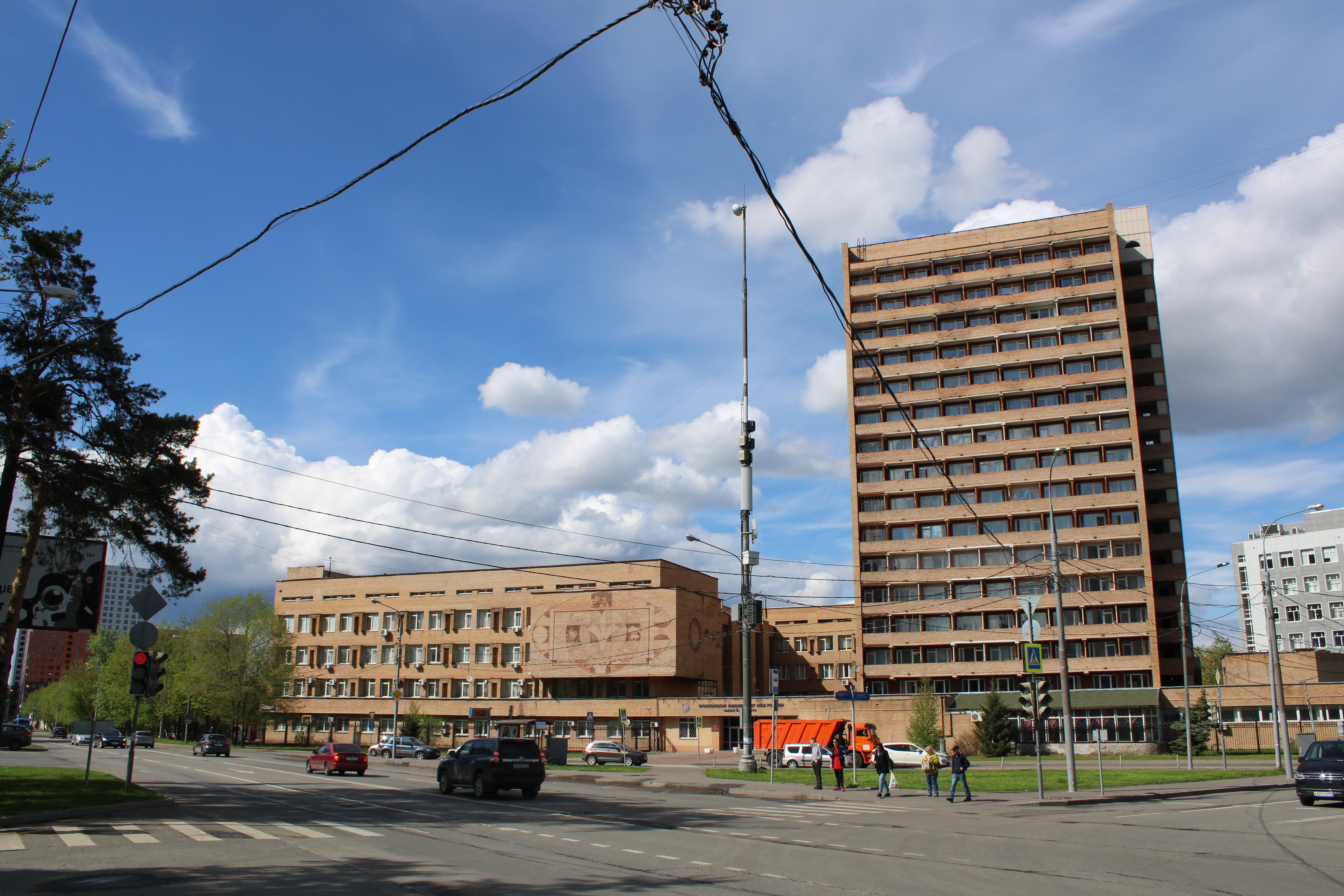
Дом 2 — Академия экономической безопасности МВД России; амбулаторно-лечебный центр болевых синдромов; бывший Институт повышения квалификации руководящих работников Министерства химической промышленности СССР - фасад украшен символами художественным изображением распада атома урана[1].
- Дом 2, корпус 6 — ОАО Проекттрансстрой; Трансмонолит; туристическое агентство «Лагина Тур»;
- Дом 4 — Электродепо «Свиблово»;
- Дом 8 — здание завода «Стройдеталь»; комплекс зданий снесён в 2021 году для жилой застройки (компания «ПИК»)
- Дом 12 — бывшее здание конторы управления механизации отделочных работ «Главмосстроя»; архитектура содержит элементы советского модернизма; в последние годы здесь располагались ресторан «Кабачок 12»; сауна «Эллада Л» и хостел.
- Дом 12 с 2 — цех изготовления Управления механизации отделочных работ «Главмосстроя»; южная стена здания украшена мозаикой советского периода — тема производство и покорение космоса.
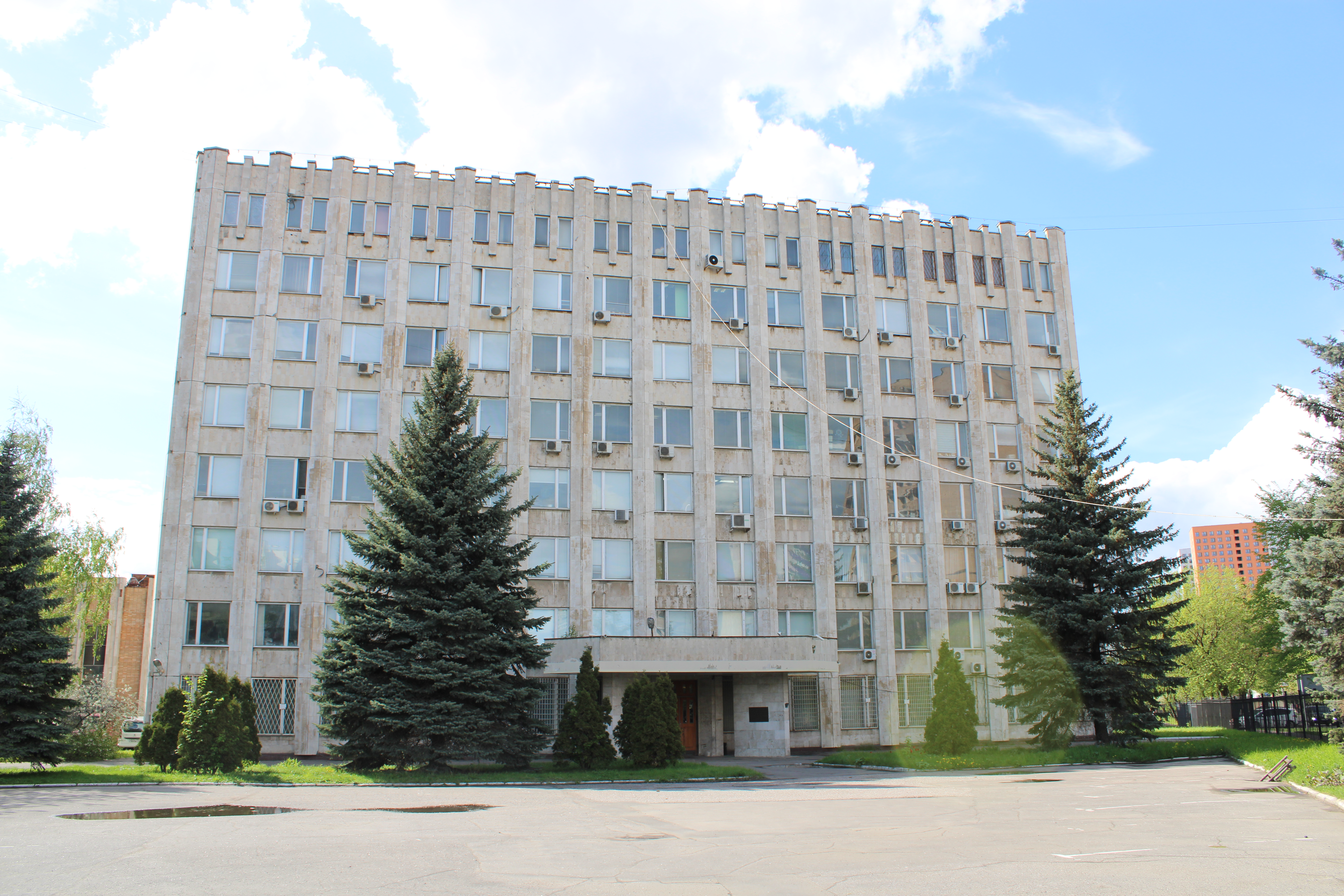
Дом 12 с 4 — цех капитального ремонта Управления механизации отделочных работ «Главмосстроя»; фасад украшен скульптурой из алюминия, изображающей девушку, опирающуюся на стопку книг.  - МосУ МВД России (дом 1)
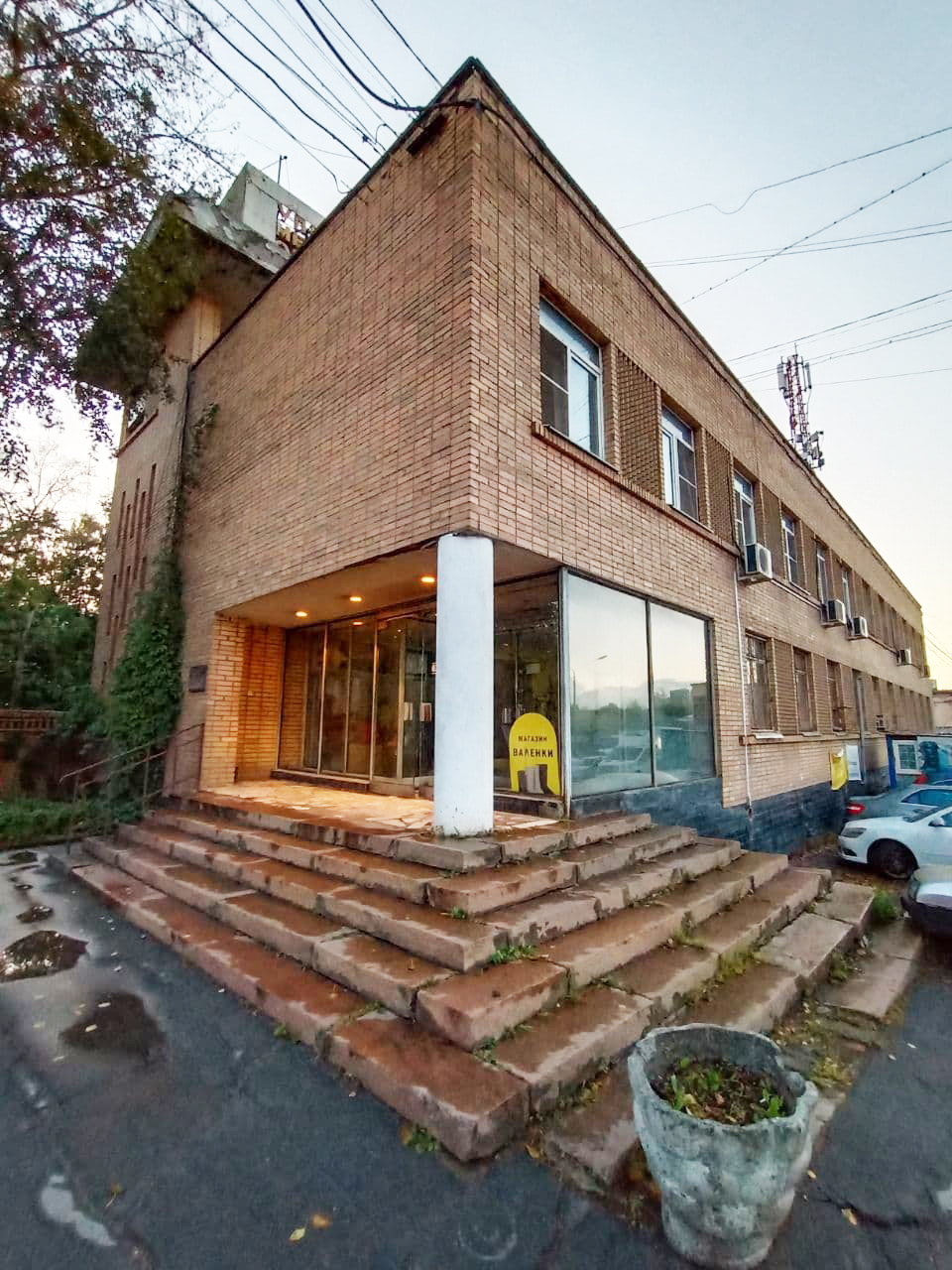
Контора управления механизации «Главмосстроя» (дом 12)
  - ЦНИИС (дом 1)
  - Контора управления механизации «Главмосстроя» (дом 12)

## Общественный транспорт
В 150 от начала улицы расположена станция метро  Свиблово. 
По Кольской улице проходят следующие маршруты автобусов (данные на 02 января 2018 года):
- 61: Ясный проезд —  Свиблово —  Ботанический сад /  Ботанический сад
- 183: Платформа Лось — Институт пути
- 380: Проезд Русанова —  Свиблово —  Отрадное — платформа Дегунино
- 428: Северодвинская улица —  Медведково —  Свиблово —  Ботанический сад
- 628: Ясный проезд —  Ботанический сад /  Ботанический сад —  Свиблово —  Отрадное